# 少齿龙头黄芩
少齿龙头黄芩（学名：Scutellaria meehanioides var. paucidentata）为唇形科黄芩属下的一个变种。